# Un' ombre
Albums de Dick Annegarn
Au Cirque d'Hiver
(2000) Plouc
(2005)
Un' ombre est un album de Dick Annegarn sorti en 2002.
Il est centré sur le thème des hommes, selon le vœu de l'auteur.
Toutes les chansons sont nouvelles sauf Un' Ombre et C'est la misère célibataire, présentes sur le live 140 BXL (Un' Ombre fut écrite « au casino de Pau en 1978 ») et Miroir, interprétée sur le live De ce spectacle ici sur terre.

## Liste des titres
| No  | Titre             | Durée |
| --- | ----------------- | ----- |
| 1.  | Taxi              |       |
| 2.  | Enfant sans mère  |       |
| 3.  | Où es-tu Mohand ? |       |
| 4.  | Patera            |       |
| 5.  | Soleyman          |       |
| 6.  | Puy de Dôme       |       |
| 7.  | Melchior          |       |
| 8.  | Un'Ombre          |       |
| 9.  | C'est la misère   |       |
| 10. | Bouge ton boule   |       |
| 11. | Même en hiver     |       |
| 12. | Miroir            |       |